# Bergensbanen
Bergensbanen er jernbanen mellem Bergen og Oslo i Norge (Bergen Station og Oslo Centralstation). Jernbanen er en af de højstliggende hovedlinjer i Europa og er også en af de mest spektakulære, da den krydser Hardangervidda 1 237 meter over havet. Rejseeksperten Gary Warner kårede Bergensbanen som en af "de ti flotteste jernbanestrækninger i hele verden" i den amerikanske avis Chicago Tribune i 2005.

## Rutevalget
Bergensbanen blev en realitet først efter stor beslutningsvægring og langvarig uenighed. 24.august 1871 blev der for første gang fremlagt et konkret forslag om at anlægge en jernbane mellem Bergen og Christiania. Det drejede sig om et anonymt læserbrev i Bergensposten, skrevet af "Bergensbanens far", forstmester (dvs skovforvalter) Hans Andreas Tanberg Gløersen, som mente, at en nation, der undlod at udbygge sit jernbanenet, hurtigt ville "synke tilbage til fortjent Armodsdom". Modstanderne var meget skeptiske til mulighederne for at drive en jernbane under de ekstreme vejrforhold i de norske bjerge. I Bergen vakte idéen imidlertid stor begejstring. Transportmulighederne mellem Norges næststørste by og indlandet var yderst beskedne. Det tog omkring 55 timer at rejse til hovedstaden med skib rundt om kysten. Med tog kom det til at tage femten timer (i 2012 det halve). Da kong Haakon 7. åbnede Bergensbanen 17. november 1909, var det derfor med ordene: "Dette er vort slægtsleds storværk!" 
Med sine 100 m over trægrænsen blev Bergensbanen en af de højstliggende hovedlinjer i Europa, men den blev bygget efter den transkontinentale jernbane i USA, og Mont Cenis-banen i Alperne mellem Frankrig og Italien, som begge beviste, at det lod sig gøre at bygge højfjeldsbaner.
Afgørelsen kom ikke før i 1894 efter en længere diskussion om, hvilken rute jernbanelinjen skulle have. Særligt i Sogn var støtten til en fjordlinje stærk. Sogningerne ønskede en jernbane over Hemsedalsfjeldet eller over Filefjell til Lærdal, alternativt en jernbanelinje ned ad Aurlandsdalen til Aurland. Også en linje langs Hardangerfjorden blev diskuteret. Alle de foreslåede alternativer skabte usikkerhed og førte til udsættelser. I første omgang måtte man nøjes med at foreslå en bane mellem Bergen og det lille sted Voss. Der måtte imidlertid politisk alliancebygning til, før et mindretal fik forslaget gennemtrumfet i Stortinget i 1875. I spidsen stod konsul Peter Jebsen fra Bergen, som måtte gå ind som selvskyldner-kautionist for overhovedet at få regeringen til at føre Stortingets beslutning ud i livet. I Bergen blev flagene hejst, forretningerne lukkede tidligt, og folkefesten blev afsluttet med et fyrværkeri. I hovedstaden var man derimod skeptisk til det hele.
Samme år påbegyndtes strækningen mellem Bergen og Voss, den ældste del af Bergensbanen, åbnet i 1883 med navnet Vossebanen. Strækningen var den gang 106,7 km lang, med smalspor, 52 tunneler og 15 stoppesteder. Efter ombygninger er strækningen nede i 81,01 km. Den trafikeres i dag af regionaltog, og en kortere del, kaldt "Gamle Vossebanen", af veterantog.
Til sidst var det "højfjeldsruten", som vandt frem. Fridtjof Nansens erfaringer med geografien fra sin skitur over fjeldet i 1884, havde indvirkning på fastlæggelsen af ruten. 1894 var året for det store jernbanepolitiske opgør i Stortinget, med Bergensbanen i centrum. Debatten strakte sig over flere dage, og endte med et kompromis, nemlig bygning videre fra Voss til Taugevatn, et forblæst sted midt oppe på højfjeldet vest for Finse. Først i 1898 fattedes den endelige beslutning om at føre banen frem til hovedstaden.

## Bygningen
- Snerydning i 1908.
- Banen fra øst og vest kobles sammen ved Ustaoset.
- Kort over strækningen.

Bygningen af banen var en stor udfordring. Linjen måtte lægges i et vejrhårdt terræn langt over havet i en region uden veje, og hvor der om vinteren faldt flere meter sne. Særligt bygningen af den 5.311 meter lange Gravhalstunnel var problematisk. Der blev arbejdet i tre skift hver uge i seks år for at få tunnelen færdig. For at skaffe elektricitet til udbygningen, blev der bygget ét kraftværk i Gangdalsfossen vest for tunnelen, samt ét i Kjosfossen øst for tunnelen.
Strækningen mellem Voss og Myrdal blev åbnet for trafik sommeren 1906. Hele linjen blev åbnet for passagertrafik 27. november 1909. Frem til 1957 var det damplokomotiver, som trafikerede linjen, derefter overtog diesellokomotiver i en periode. Banen blev elektrificeret i 1964.
Bergensbanen var oprindeligt 493 km lang og havde 182 tunneler med en total længde på 73 km, men i dag er den totale længde 526,64 km, fordi der køres via Drammen.
Den længste tunnel er Finsetunnelen med sine 10.300 meter. Den højstliggende station er Finse station (1.222 m over havet) og linjens højeste punkt var Taugevatn helt til Finsetunnelen åbnede i 1993. Højeste punkt er nu inde i denne tunnel.
Jernbanelinjen er i dag en populær turistattraktion. Den gamle arbejdsvej, Rallarvegen (opkaldt efter rallarne, dvs jernbanearbejderne), ligger tæt ind til linjen, og er et populært turmål.
NSB lejer cykler ud blandt andet i Finse. Ved Myrdal går der en meget spektakulært sidebane (20 km) ned til Flåm. Flåmsbanen er en helårsbane med reduceret drift i vinterhalvåret.

## Pris
Fra Gløersens første estimat på tolv millioner kroner i 1871, endte Bergensbanen med at koste 52,5 millioner. Det har været påstået, at udgiften svarede til hele statsbudgettet i 1909, imidlertid var statsbudgettet for 1909 i overkanten af 114 millioner kroner. Den totale pris for Bergensbanen svarede altså til henved det halve af statsbudget for 1909, men sammenligningen kan ikke overføres til forholdene i 2012. Et statsbudget den gang svarede til omkring fem pct. af Norges BNP, mens statsbudgettet i 2012 udgør omkring halvdelen af BNP.

## Bergensudstillingen i 1910
Turistforeningen i Bergen besluttede i 1906 at afholde en turist-, sports-- og husflidudstilling i Bergen i 1908, men utsatte den efter råd fra borgmester Mowinckel til efter Bergensbanens åbning i 1909 for at tiltrække publikum østfra. Bergensutstillingen åbnede 1. juni 1910.

## Bergensbanen under første verdenskrig
Frem til 1914 var Bergensbanen en rolig passagerrute for norske rejsende. Kun et fåtal udlændinge forvildede sig om bord. Men under første verdenskrig blev linjen hurtigt en del af den store landevej mellem det neutrale Europa og Storbritannien, "denne eventyrlige vej, som har skyllet saa mange mærkværdige eksistenser og saa meget slam indover vort land. Her har tidens største politikere reist, prinser, fyrster, berømte digtere og videnskapsmænd, rajaher, bombebaroner, spioner, landflygtige i tusenvis, kurérer, ministre," skrev en journalist. På enkelte afgange var der op mod et par hundrede udlændinge i transit. Kort efter krigsudbruddet indførtes derfor en nøje kontrol med alle rejsende, og fra det øjeblik, toget ankom Bergen, blev passagererne holdt under opsigt af det lokale politi. Et populært rejsetilbud var nattog fra Kristiania til Bergen og derefter skib fra Bergen til Newcastle. Vinteren 1916/17 blev tilbuddet dog mindre efterspurgt pga den pågående ubådkrig. 31.januar 1917 erklærede Tyskland uindskrænket ubådkrig i farvandet omkring de britiske øer og i Middelhavet. Alle skibe, der blev påtruffet indenfor spærregrænsen, ville umiddelbart blive sænket, hvad enten de kom fra neutrale lande eller ej. Da nattoget fra Kristiania nærmede sig Bergen nat til 1.februar 1917, vækkede konduktøren passagererne med besked om, at færgerne til England var indstillet "pga den nye blokadesituation". Hotellerne i Bergen var overfyldte, og de nyankomne rejsende måtte indlogeres på den nye englandsfærge "DS Jupiter". Derefter blev der i gennemsnit sænket et norsk skib dagligt i spærrezonen omkring Storbritannien, og Bergensbanen fik langt færre passagerer, der skulle videre over Nordsøen.

## Bergensbanen minut for minut
Fredag den 27. november 2009 udsendte NRK2 en liveudsendelse på 7 timer og 16 minutter, da Bergensbanen fyldte 100 år. Udsendelsen findes på YouTube og viser rejsen fra Bergen til Oslo. 
 Uddrag fra NRKs optagelse af en komplet tur med Bergensbanen gjort 9. oktober 2009. Optagelsen blev sendt på NRK2 i sin helhed som Bergensbanen minut for minut. Den starter lige efter Finse station i retning mod Oslo. For en version med højere kvalitet, se her.

## Branden 16.juni 2011
Bergensbanen var nær ved en katastrofe, da der 16.juni 2011 udbrød brand i en sneoverbygning ved Hallingskeid station. Man antog senere, at ilden var opstået som en ulmebrand efter svejsning foretaget inde i overbygningen samme morgen. Svejserne forlod stedet omkring fyrre minutter før NSB-toget kørte ind i overbygningen. Lokomotivføreren på morgentoget fra Bergen til Oslo meldte fra om branden kl 10:06, og brandvæsenet var underrettet fire minutter senere. Strømmen gik i køreledningen, da toget kørte ind i sneoverbygningen. Branden var i den modsatte ende, og det lykkedes dermed at standse toget nogle få meter fra ilden, så alle de 257 passagerer kom velbeholdne ud. Tre timer senere blev de hentet tilbage til Voss. Jernbaneverket i Norge indførte som følge af branden en regel, gældende fra 8.juli 2011, om at al svejsning skal overvåges i tre timer efter at arbejdet er afsluttet. – 20 minutter efter at branden var meldt, kørte brandvæsnet på Voss brandbilen op på en vogn, klar til at fragtes til Hallingskeid. Men der var ingen lokomotivfører til at køre, og lokomotivet stod på Myrdal station for at få bremserne skiftet. Det tog dermed seks timer, fra branden var meldt, til beredskabsvognen med brandbil og vandvogn nåede frem til Hallingskeid. Politiet havde afsluttet redningsarbejdet ti minutter forinden. En anden vandvogn blev kørt fra Ål med vand til slukningsarbejdet, tre timer efter at branden var meldt. Vognen var fremme kl 15, men først kl 19 gav de ombordværende besked om, at de var kommet, så vandet kunne sættes ind ved efterslukningen. Men pumpen virkede ikke, så der kom ikke vand ud.

## Bergensbanen i litteratur og film
Allerede i 1910, året efter banens åbning, udkom Mysteriet på Bergensbanen af Stein Riverton (pseudonym for Sven Elvestad). I 1911 debuterede Øvre Richter Frich med De knyttede never, den første bog i hans serie om helten doktor Jonas Fjeld. Bogen blev solgt i enorme oplag. Også nyere forfattere som Anne Holt og Gunnar Staalesen har ladt sig inspirere, idet banens spektakulære og vejrhårde strækning ifølge Staalesen danner en perfekt baggrund for "det lukkede rums mysterium". Holts roman 1222 fra 2007 henspiller på højden over havet ved Finse station.
Lørdag 21. marts 1923 vågnede Oslos befolkning op til den chokerende overskrift "BERGENSTOGET PLYNDRET I NAT!" på avisforsiderne. Teksten nedenunder oplyste om, at det drejede sig om en annonce, men med så lille en skrift, at de fleste overså den. Aftenposten blev nedringet af læsere, der bekymrede sig for, hvordan det var gået med passagererne. I virkeligheden var "overskriften" titlen på en kriminalroman skrevet af to fattige studenter fra Bergen, Nordahl Grieg og Nils Lie med det fælles pseudonym Jonathan Jerv. Deres bog indledte den særnorske tradition med at læse krimier i påsken. Bogen dannede ligeledes grundlag for Norges første internationale stumfilmsucces i 1928. Filmen blev vist i Tyskland under titlen Schneeschuhbanditen og på engelsk som Thin Ice.  Den var instrueret den populære tyske filminstruktør Uwe Jens Krafft, der også havde en rolle i filmen. Udendørsscenerne blev optaget lige ved og på Finse station. Da skuespillerne forlangte sol og fint vejr under indspilning, benyttede producenten stillestående propelfly til at hvirvle sne op med, så man fik en "ulende storm på fjeldet". Under krigen forsvandt alle kopierne, og filmen var regnet som tabt, da der i 1965 dukkede en engelsk kopi op. Anmelderne skrev, at "pragtfulde billeder fra højfjeldet" var kombineret med "en træg og forvirrende handling". I Sverige blev filmen totalforbudt som "retsforvildende". Samtidig blev bogen stjålet af en anonym svensk forlægger, som fik den oversat til svenske forhold. Titlen var Norrlandståget plundrat i natt, og forfatteren omdøbt til John Djärv. I 2014 producerede norsk TV2 en påskekrimi med handling fra Bergensbanen.
Jan Guillous serie om "Det store århundrede" tager sin begyndelse med bogen "Brobyggerne", omhandlende de tre brødre Lauritz, Oscar og Sverre, der viser sig at være usædvanligt teknisk begavet. En velgørenhedsloge tilbyder at betale for at uddanne de små fiskerdrenge til ingeniører, med eksamen fra Dresden. Betingelsen er at de betaler tilbage ved at hjælpe til med at bygge Bergensbanen, fordi alle har sagt at det er Norges mangel på ingeniører, der umuliggør konstruktionen af denne. Det ender dog med at det kun er Lauritz der vender tilbage, og betaler gælden af. Især strækningen henover Hardangarvidda og Finsetunellen byder på udfordringer.